# 1794
- Wikisource

| Calendário gregoriano                                                        | 1794 MDCCXCIV                       |
| Ab urbe condita                                                              | 2547                                |
| Calendário arménio                                                           | 1243 – 1244                         |
| Calendário bahá'í                                                            | -50 – -49                           |
| Calendário budista                                                           | 2338                                |
| Calendário chinês                                                            | 4490 – 4491 Início a 31 de janeiro  |
| Calendário copta                                                             | 1510 – 1511                         |
| Calendário etíope                                                            | 1786 – 1787                         |
| Calendários hindus - Vikram Samvat - Calendário nacional indiano - Cáli Iuga | 1849 – 1850 1715 – 1716 4894 – 4895 |
| Calendário Holoceno                                                          | 11794                               |
| Calendário islâmico                                                          | 1209 – 1210                         |
| Calendário judaico                                                           | 5554 – 5555                         |
| Calendário persa                                                             | 1172 – 1173                         |
| Calendário rúnico                                                            | 2044                                |
| Calendário solar tailandês                                                   | 2337                                |

1794 (MDCCXCIV, na numeração romana) foi um ano comum do século XVIII do actual Calendário Gregoriano, da Era de Cristo, e a sua letra dominical foi E (52 semanas), teve início a uma quarta-feira e terminou também a uma quarta-feira.
| Ano completo                        |
| ----------------------------------- |
| Ano comum com início à quarta-feira |

## Eventos
- 11 de Maio - Batalha de Courtrai.
- 18 de Maio - Batalha de Tourcoing.
- 23 de Maio - Batalha de Tournai.
- 17 de Junho - Batalha de Hooglede.
- 26 de Junho - Batalha de Fleurus.
- 17 de Julho - Foram assassinadas dezassete Carmelitas de Compiègne fruto das acções da revolução francesa.
- 27 de Julho - Fim do Terror (Revolução Francesa).
- Johan Gadolin descobre o elemento Ítrio.
- Conjuração Carioca
- Pamplona é cercada por tropas napoleónicas mas não conseguem entrar na cidade.

## Nascimentos
- 7 de Janeiro - Eilhard Mitscherlich, químico alemão (m. 1863).
- 25 de Janeiro - Élie Magloire Durand, farmacêutico e botânico francês (m. 1873).
- 21 de Fevereiro - Antonio López de Santa Anna general mexicano que se auto proclamou ditador do México (m. 1876).
- 6 de Abril - José Inácio de Abreu e Lima no Recife (Brasil), militar, jornalista e escritor. Herói da libertação da América espanhola (m. 1869).
- 4 de maio - Heinrich Boie, zoólogo alemão (m. 1827).
- 12 de Maio - James Fazy político genebrino fundador do partido radical suíço (m. 1879).
- 29 de Maio - Antoine Bussy, farmacêutico e químico francês (m. 1882).

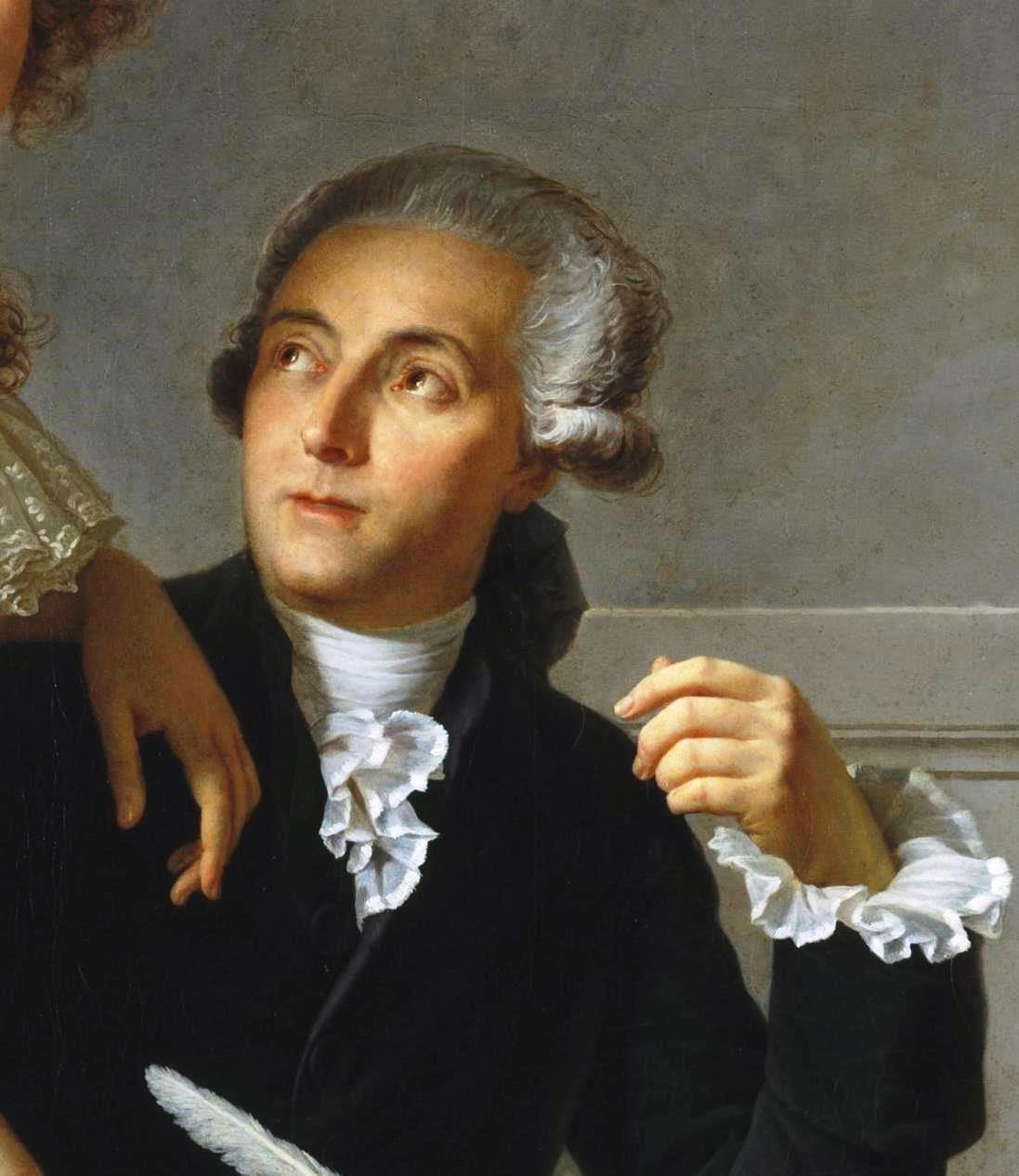
Antoine Lavoisier (1743-1794). Gravura de Louis Jean Desire Delaistre, segundo desenho de Julien Leopold Boilly.

## Mortes
- 16 de Janeiro - Edward Gibbon, historiador inglês (n. 1737).
- 28 de Janeiro - Henri du Vergier, conde de la Rochejaquelein, (n. 1772).
- 24 de Março - Jacques Hébert, político e jornalista francês, executado (n. 1757).
- 28 de Março - Marquês de Condorcet, filósofo e matemático francês, executado (n. 1743).
- 5 de Abril:
  - Georges Jacques Danton, advogado e político francês, executado (n. 1759).
  - Camille Desmoulins, advogado, jornalista e revolucionário francês, executado (n. 1760).
  - François Joseph Westermann, general francês, executado (n. 1751).
- 13 de Abril  — Anne-Lucile-Philippe Desmoulins, personalidade ligada à Revolução Francesa, executada (n. 1770).
- 22 de Abril - Guillaume-Chrétien de Lamoignon de Malesherbes, estadista e ministro francês, executado (n. 1721).
- 27 de Abril - William Jones, orientalista e jurista britânico (n. 1746).
- 8 de maio - Antoine Lavoisier, cientista e químico francês, executado (n. 1743).
- 10 de Maio - Isabel de França, irmã do Rei Luís XVI de França, executada (n. 1764).
- 18 de Junho - François Buzot, político francês, (n. 1760).
- 27 de Junho - Anne, Condessa de Noailles, aristocrata e primeira-dama de honra francesa, executada (n. 1729).
- 17 de Julho - Teresa de Santo Agostinho, beata carmelita francesa. (n. 1752).
- 23 de Julho - Alexandre de Beauharnais, político e general francês, executado (n. 1760).
- 25 de Julho - André Chénier, poeta francês, executado (n. 1762).
- 28 de Julho:
  - Maximilien de Robespierre, líder da revolução francesa, executado (n. 1758).
  - Augustin Robespierre, líder jacobino da revolução francesa, executado (n. 1763).
  - Louis Antoine Léon de Saint-Just, político francês (n. 1767).
- 2 de Novembro - François-Joachim de Pierre de Bernis, cardeal e estadista francês (n. 1715).
- Francisco Antônio de Oliveira Lopes, revolucionário da Inconfidência Mineira (n. 1750).

## Por tema
- 1794 na ciência
- 1794 na literatura